# Methylomonas
Methylomonas é um género de bactérias gram-negativas em forma de bastonete direito, ou ligeiramente curvo, até 4 micrometros de comprimento, que obtêm carbono e energia a partir do metano, um processo metabólico denominado metanotrofia. São metanotróficos obrigatórios. Também utilizam o metanol como forma de energia e carbono. São bactérias mesofílicas, não-halofílicas.
São organismos quimiorganotróficos, aeróbios de vida livre ou aeróbios facultativos. Algumas espécies procedem à fixação de N2. A  assimilação de unidades de carbono por estes organismos dá-se através da via de ribulose monofosfato e utilizam o oxigénio como dadores de electrões.
As membranas internas são conjuntos em forma de disco dispersas pela célula.
Ocorrem normalmente em células individuais ou aos pares e podem ser encontradas em sedimentos de massas de água, em lamas e em águas residuais. São produtoras de cistos, não resistentes à dessecação e ao calor. Formam pigmentos carotenóides de diversas cores.
Os géneros evolutivamente mais próximos são Methylobacter e Methylomicrobium.
A espécie Methylomonas flagellata pode ser usada como biossensor de metano. Para tal, ela é imobilizada em contacto com um electrodo de oxigénio.
A bactéria consome o metano da seguinte forma:
- CH4 + NADH2 + O2 --> CH3OH + NAD + H2O

Produzindo o consumo do oxigénio, levando à diminuição de corrente.